# 개릿 로니
스티븐 개릿 로니(영어: Steven Garrett Lowney, 1979년 10월 3일~)는 미국의 전직 레슬링 선수이다. 올림픽에 2회 참가했으며 2000년 하계 올림픽 그레코로만형 헤비급 동메달을 획득했다.